# Cinderella (Oath & OCS)
Cinderella is een lied van de Surinaamse producer en rapper Oath en de Dominicaans-Nederlandse rapper OCS. Het werd in 2021 als single uitgebracht.

## Achtergrond
Cinderella is geschreven door Kevin J. Goedhart en OCS en geproduceerd door Oath. Het is een liefdeslied uit het genre nederhop met effecten uit de trap. In het lied rappen en zingen de artiesten over een dame zijn zij heel leuk vinden en vergelijken met Assepoester. Het is de eerste keer dat de twee met elkaar samenwerken als uitvoerende artiesten, een samenwerking die ze herhaalden op Nonchalant.

## Hitnoteringen
De artiesten hadden bescheiden succes met het lied in de hitlijsten van Nederland. Het piekte op de 56e plaats van de Nederlandse Single Top 100 in de acht weken dat het in deze hitlijst te vinden was. De Top 40 en haar Tipparade werden niet bereikt. 